# نیکولا اوزونوویچ
نیکولا اوزونوویچ (سیریلیک صربی: Никола Узуновић؛ ۳ مه ۱۸۷۳ – ۱۹ ژوئیه ۱۹۵۴) سیاست‌مدار اهل پادشاهی صربستان بود. وی دو بار از ۸ آوریل ۱۹۲۶ تا ۱۷ آوریل ۱۹۲۷ و سپس از ۲۷ ژانویه ۱۹۳۴ تا ۲۲ دسامبر ۱۹۳۴ نخست‌وزیر یوگسلاوی بود.
نیکولا اوزونوویچ در ۱۹ ژوئیه ۱۹۵۴، در سن ۸۱ سالگی درگذشت.